# Lauren Bruce
Lauren Bruce (* 23. März 1997 in Christchurch) ist eine neuseeländische Leichtathletin, die im Hammer- und Diskuswurf an den Start geht. 2024 wurde sie in Suva Ozeanienmeisterin im Hammerwurf.

## Sportliche Laufbahn
Erste internationale Erfahrungen sammelte Lauren Bruce 2013 bei den U18-Ozeanienmeisterschaften in Papeete, bei denen sie im Kugelstoßen mit 12,74 m den sechsten Platz belegte, im Diskuswurf mit 39,22 m die Silber- und im Hammerwurf mit 55,10 m die Goldmedaille gewann. 2016 nahm sie mit Diskus und Hammer an den U20-Weltmeisterschaften in Bydgoszcz teil, schied dort aber mit 42,30 m und 55,17 m jeweils in der Qualifikation aus. 2019 belegte sie bei den Ozeanienmeisterschaften in Townsville mit 63,12 m Rang vier im Hammerwurf und wurde mit dem Diskus mit einer Weite von 51,84 m Fünfte. Anschließend klassierte sie sich bei der Sommer-Universiade in Neapel mit 62,50 m auf Rang sieben im Hammerwurf und schied im Diskusbewerb mit 47,68 m in der Qualifikation aus. Im Herbst 2020 verbesserte sie im heimischen Hastings den Ozeanienrekord ihrer Landsfrau Julia Ratcliffe auf 73,47 m und qualifizierte sich im Dezember für die Teilnahme an den Olympischen Spielen in Tokio, bei denen sie mit 67,71 m aber eine Finalteilnahme verpasste. Zuvor verbesserte sie in Tucson den Ozeanienrekord auf 74,61 m.
2022 siegte sie mit 65,88 m beim Christchurch International Track Meet und im Juni gewann sie bei den Ozeanienmeisterschaften in Mackay mit 67,90 m die Silbermedaille hinter ihrer Landsfrau Nicole Bradley. Anschließend schied sie bei den Weltmeisterschaften in Eugene mit 70,86 m in der Qualifikationsrunde aus und brachte dann bei den Commonwealth Games in Birmingham keinen gültigen Versuch zustande. Im Jahr darauf verpasste sie bei den Weltmeisterschaften in Budapest mit 67,10 m den Finaleinzug. 2024 siegte sie mit 69,99 m bei den Ozeanienmeisterschaften in Suva und schied anschließend bei den Olympischen Sommerspielen in Paris mit 68,93 m in der Vorrunde aus.
In den Jahren von 2022 bis 2024 wurde Bruce neuseeländische Meisterin im Hammerwurf.

## Persönliche Bestleistungen
- Diskuswurf: 54,56 m, 8. März 2020 in Christchurch
- Hammerwurf: 74,61 m, 20. Mai 2021 in Tucson (Ozeanienrekord)